# 魚鬚

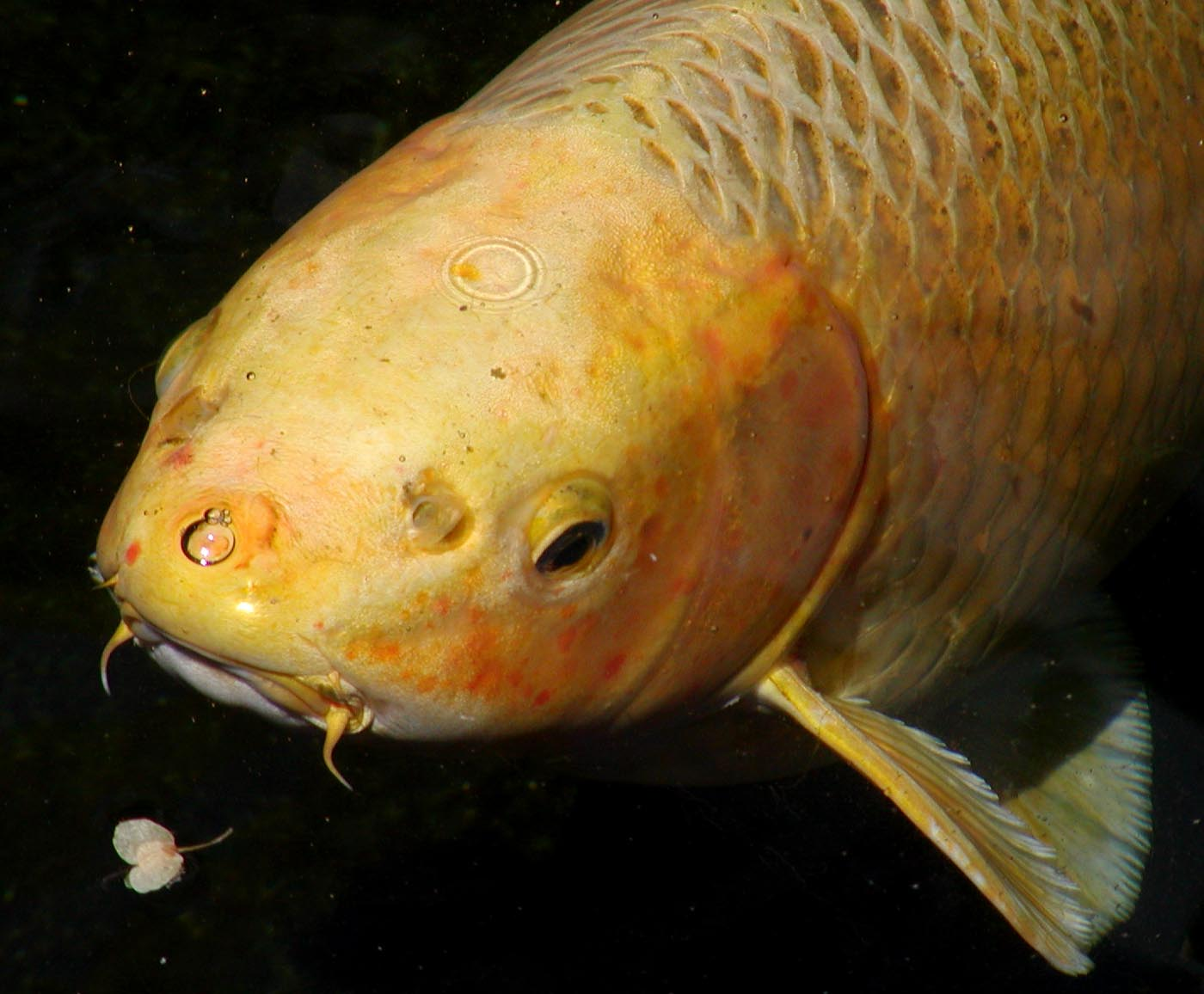
錦鯉有兩對魚鬚，第二對特小

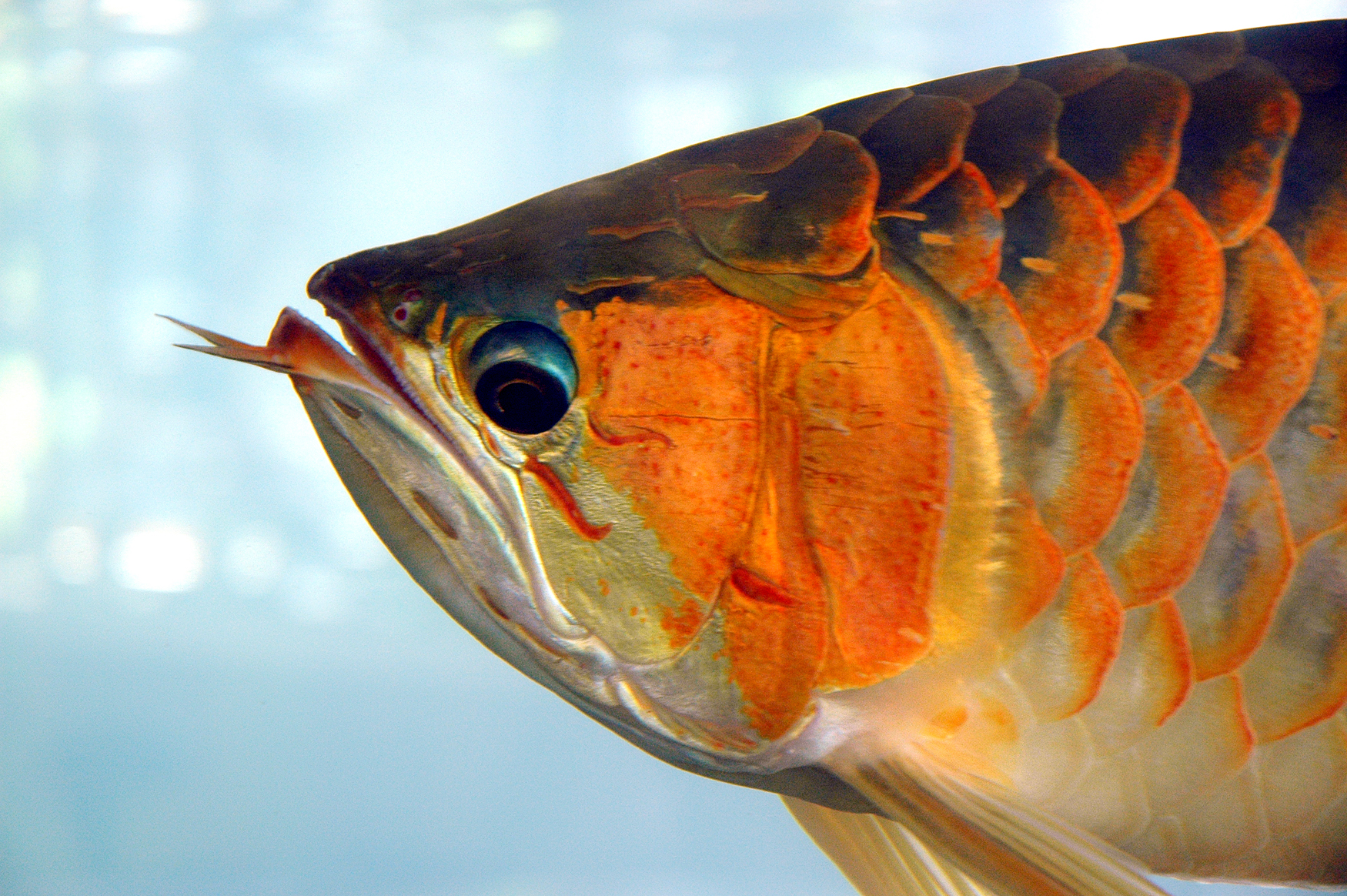
亞洲龍魚的魚鬚又大又突出

魚鬚（barbel）是魚類及龜鱉目部分物種的嘴邊的一種細長、貓鬚似的觸感器官。有這種器官的魚類包括有：鮎魚、鯉魚、鬚鯛科物種、盲鰻、鱘魚、斑馬魚、大西洋奇棘魚及諸如鋸鯊之類的部分鲨鱼物種。魚鬚內藏有這些魚類的味蕾，使牠們得以在渾濁的水裡覓得食物。
不同魚類的魚鬚位置不同，有些魚位於上顎（包括鼻子、甚或從鼻孔伸出），有些位於下顎甚至下頷上。